# Carl Ludwig Blume

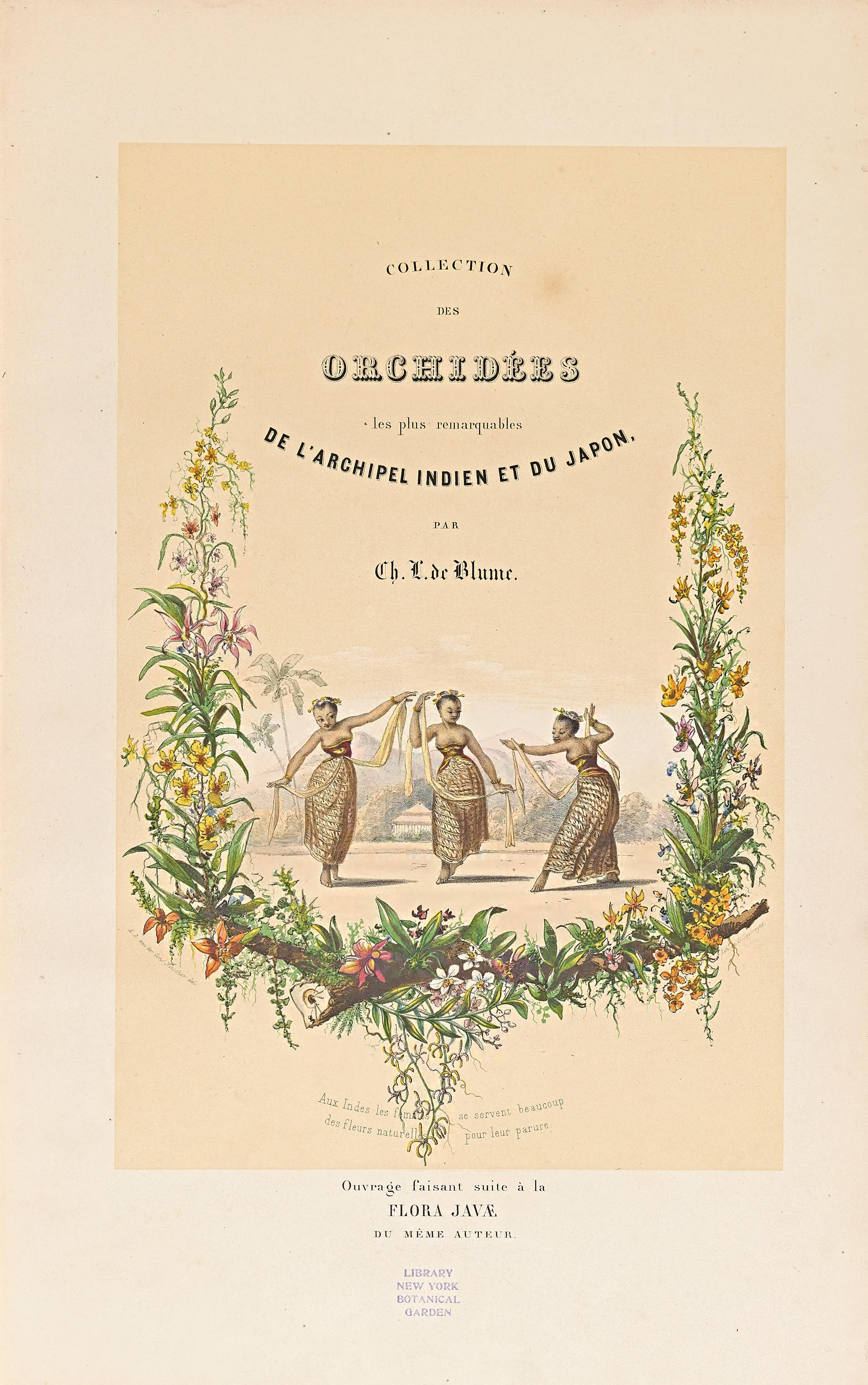
Portada de Collection des Orchidées les plus remarquables de l'archipel Indien et du Japon

Charles Ludwig de Blume o Karl Ludwig von Blume (9 de juny de 1796, Braunschweig – 3 de febrer de 1862, Leiden) va ser un botànic i entomòleg alemany-neerlandès.
Passa la seva vida treballant a les Índies Orientals Neerlandeses i als Països Baixos on va ser director de l'herbari Rijksherbarium a Leiden.
Va fer estudis exhaustius de la flora del sud d'Àsia, particularment de Java. Des de 1823 a 1826 Blume va ser diputat director d'Agricultura al jardí botànic de la ciutat de Buitenzorg, actualment Bogor a l'illa de Java.
El botànic neerlandès Herman J. Lam va batejar la revista científica Blumea en honor seu.

## Publicacions
- –. Catalogus van eenige der merkwaardigste zoo in- als uitheemse gewassen, te vinden in 's Lands Plantentuin te Buitenzorg [Catàleg d'unes plantes exòtiques i endèmiques de Buitenzorg] (en neerlandès), 1823.
- –. Bijdragen tot de flora van Nederlandsch Indië… [Contribucions a la flora de les Índies neerlandeses] (en neerlandès), 1825-1827.
- –. Enumeratio plantarum Javae et insularum adjacentium minus cognitarum vel novarum ex herbariis Reinwardtii, Kuhlii, Hasseltii et Blumii [Llista de les plantes menys conegudes o noves de Java i de les illes adjacents, extretes dels herbaris de Reinwardt, Kuhl, Hasselt i Blum] (en llatí), 1827-1828.
- –; Fischer, Johannes B. Flora Javae nec non insularum adjacentium… (en llatí), 1828-1851.
- –. De novis quibusdam plantarum familiis expositio et olim jam expositarum enumeratio (en llatí), 1833.
- –. Rumphia, sive commentationes botanicae imprimis de plantis Indiae orientalis… (en llatí). 4 volum, 170 il·lustracions), 1835-1849.
- –. Museum botanicum Lugduno-Batavum… 1849-1857 (en llatí).
- –. Flora Javae et insularum adjacentium nova series (en llatí), 1858-1859.
- –. Collection des Orchidées les plus remarquables de l'Archipel Indien et du Japon [Col·lecció de les orquídies de l'arxipèlag Indià i el Japó] (en francès), 1858-1859.